# Heinz Zeebe
Heinz Zeebe (* 27. November 1915 in Berlin; † 17. April 1983 in Braunschweig) war ein deutscher Dirigent. Der Hindemith-Schüler war von 1946 bis 1981 Erster Kapellmeister am Staatstheater Braunschweig.

## Leben
Zeebe studierte seit 1935 an der Staatlichen Akademischen Musikhochschule Berlin-Charlottenburg. Sein Lehrer in Kompositionslehre war Paul Hindemith. Durch Vermittlung des Dirigenten Carl Schuricht erhielt Zeebe 1939 eine Stelle als Korrepetitor und Dirigent am Gautheater Saarpfalz in Saarbrücken.

### Tätigkeit in Braunschweig
Zeebe kam während des Krieges nach Braunschweig, wurde 1941 Soldat und geriet in Gefangenschaft. Im Jahre 1946 wurde er unter Generalmusikdirektor Albert Bittner Erster Kapellmeister am Staatstheater. Er initiierte 1949 mit Unterstützung der Stadt Braunschweig die Festlichen Tage Neuer Kammermusik, die er bis 1982 leitete. Zusammen mit seinem Schwiegervater, dem Oberstadtdirektor Erich Walter Lotz, war Zeebe Mitinitiator des von der Stadt Braunschweig verliehenen Ludwig-Spohr-Preis. Im Jahre 1973 erhielt er selbst diesen Preis. Zeebe starb am 17. April 1983 in Braunschweig.